# Luis Parra
Ne doit pas être confondu avec Jerezano (Luis Parra Fernández).
Luis Eduardo Parra Rivero est un homme politique vénézuélien, né le 7 juillet 1978 à Independencia (Venezuela).
En janvier 2020, il est élu à la tête du Parlement dans un vote qui ne réunit qu'une partie des députés, et est contesté par Juan Guaidó, élu par d'autres députés. Il était cependant reconnu par le Tribunal suprême de justice.

## Biographie
Membre du parti d'opposition Primero Justicia (centre droit), il devient à partir du 5 janvier 2016 député fédéral, représentant l'État d'Yaracuy.
Opposé à la position dominante de Juan Guaidó sur l'opposition vénézuélienne, il se voit accusé de corruption et est exclu de son parti en 2019. Dans un contexte très troublé - Juan Guaidó déclare avoir été empêché d’accéder au Parlement -, il est élu président de l’Assemblée nationale le 5 janvier 2020 avec le soutien des dissidents de l'opposition et des socialistes. Juan Guaidó dénonce un « coup d’État parlementaire » et se fait réélire le jour même président de l’Assemblée nationale par les députés qui lui sont restés fidèles, à l'issue d'une séance organisée dans les locaux du journal El Nacional.
Les États-Unis décident en janvier 2020 de placer Luis Parra, ses deux vice-présidents ainsi que quatre autres députés d’opposition qui lui sont proches sur leur liste noire. Leurs actifs sont bloqués et ils ne peuvent plus faire affaire avec des entreprises ou des citoyens américains. Les autorités américaines précisent que ces sanctions « pourraient être retirées s'ils se rangeaient aux côtés du peuple vénézuélien et de Juan Guaido ». 
Le 27 mai 2020, son élection est validée par la Cour suprême, jugée proche du gouvernement vénézuélien.
En juin 2020, Luis Parra et dix autres Vénézuéliens impliqués dans les actions contre les députés d'opposition sont ciblés par des sanctions de l'Union européenne, décision qui entraîne en retour un ultimatum des autorités vénézuéliennes à l'encontre de la cheffe de la délégation de l'UE à Caracas en exigeant son départ.
Il est réélu lors des élections législatives vénézuéliennes de 2020.